# Narrow-body

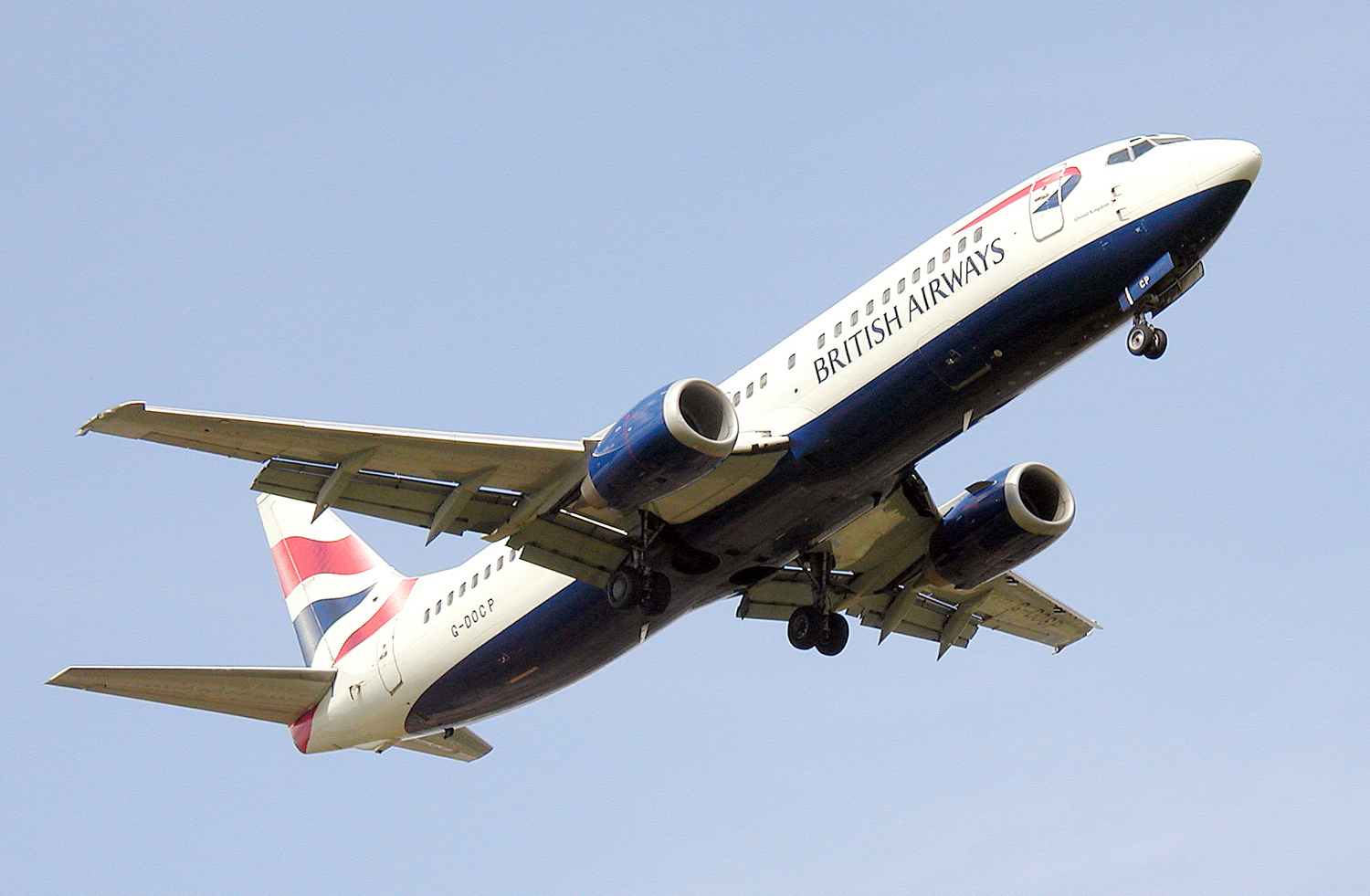
Een Boeing 737 narrow-body van British Airways

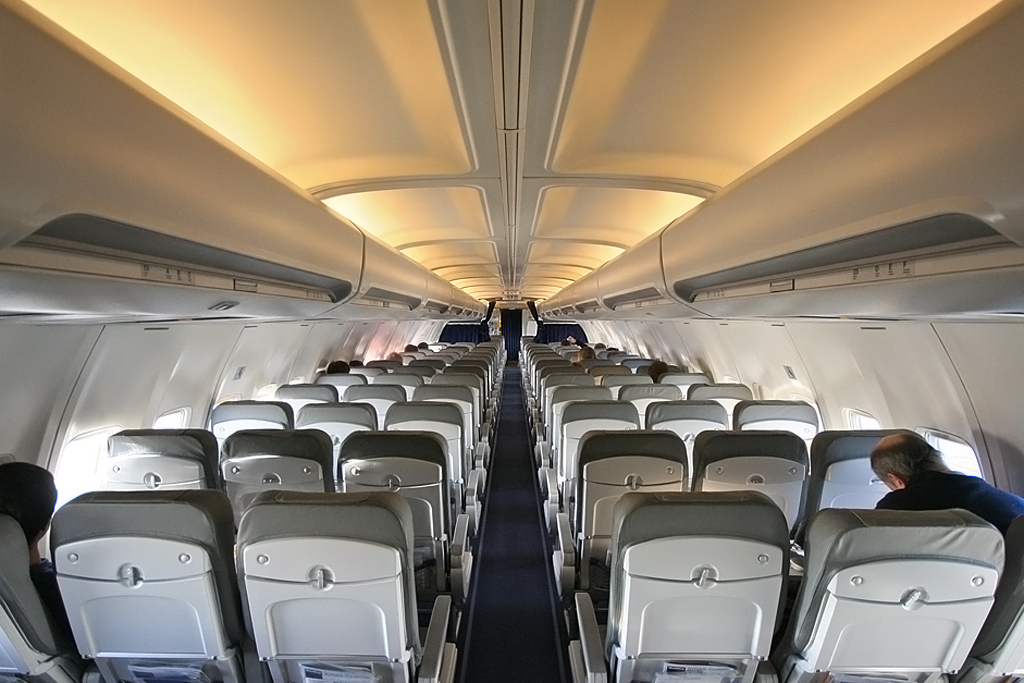
Interieur van een Boeing 737

Een narrow-body of smalrompvliegtuig is een vliegtuig met één gangpad en twee rijen stoelen van twee of drie stoelen per rij. Narrow-body's die minder dan 100 passagiers kunnen vervoeren worden ook wel regionale vliegtuigen genoemd.
Ter vergelijking, een widebody heeft twee gangpaden en ook een rij van ±4-6 stoelen in het midden. Deze vliegtuigen zijn breder en zijn (net als sommige narrow-bodyvliegtuigen) geschikt voor langere vluchten. 

## Narrow-body's voor korte tot middellange vluchten
- Airbus A220
- Airbus A320 Familie (A318 / A319 / A320 / A321)
- Boeing 717
- Boeing 727
- Boeing 737
- Boeing 757
- DC-9
- MD-80
- MD-90
- BAe 146
- Fokker F28
- Fokker 70
- Fokker 100
- Toepolev Tu-134
- Toepolev Tu-154
- Toepolev Tu-204
- Toepolev Tu-334
- MRJ70/80

## Narrow-body's voor middellange tot lange vluchten
- Boeing 707
- Boeing 757
- Douglas DC-8
- Il-62
- Vickers VC-10
- Toepolev Tu-204
- Concorde